# Catedral del Señor de Tabasco
La Catedral del Señor de Tabasco, en la ciudad de Villahermosa, es la iglesia central de la Diócesis de Tabasco.

## Historia
La segunda iglesia que se construyó en la villa de San Juan Bautista (hoy Villahermosa), fue en 1614 y se encontraba ubicada en la Plaza de Armas. Años más tarde en 1641, al cambiarse los poderes de la provincia a San Juan Bautista fue derribada la iglesia para ser reconstruida con mejores materiales, y con el nombre de Iglesia de Nuestra Señora de la Conquista. En su interiór fue colocada la imagen de la Virgen María, conocida como la Virgen de la Victoria, imagen dejada en Villahermosa por Hernán Cortés  en 1519.
Posteriormente se construyó en ese lugar la Iglesia de la Inmaculada Concepción, a la cual le fue destruida la torre, por los bombardeos norteamericanos en 1846 y 1847. Y reconstruida más tarde. 
La primera iglesia construida en su actual ubicación data de 1776 conocida como Iglesia del Señor de Esquipulas, llamada así porque se construyó en honor del Señor de Esquipulas, un cristo negro traído de la población de Esquipulas, Guatemala y que el 18 de marzo de 1774 fue donado por el Obispo de Yucatán Don Diego de Peredo, tres días antes de fallecer en San Juan Bautista, en donde se encontraba de visita parroquial; dicha se ubicaba en el actual parque a Morelos. La construcción de la iglesia inició el 15 de enero de 1775
y fue inaugurada el 15 de enero de 1776. Sin embargo, en 1859 el bombardeo de artillería durante una de las muchas guerras internas que se desarrollaron en esta ciudad, destruyeron la iglesia, que tuvo que ser reconstruida nuevamente.
El 25 de mayo de 1880, S.S. el Papa León XIII erigió la Diócesis de Tabasco, y el 18 de noviembre de 1881 fue nombrado Obispo Agustín de Jesús Torres Hernández, quién fue consagrado el 19 de febrero de 1882 en la Colegiata de Guadalupe por el Sr. Arzobispo Do . Antonio de Labastida, siendo el primer obispo de Tabasco., ese mismo año tiene lugar la remodelación de la iglesia, la cual es erigida como catedral en 1882 con el nombre de Catedral del Señor de Esquipulas.
El Obispado de Tabasco se fundó en la Iglesia de Esquipulas (Catedral) el 12 de febrero de 1882 a donde llegó el Mons. Torres el 4 de abril del mismo año.

### Primera piedra de la nueva Catedral
El 16 de abril de 1884 el Obispo Agustín de Jesús Torres Hernández colocó la primera piedra de la nueva Catedral de Tabasco sin embargo no fue posible terminar su construcción, por lo que la Catedral de Esquipulas continuó siendo la Catedral de Tabasco hasta 1928 cuando fue cerrada debido a la campaña antirreligiosa emprendida por el entonces gobernador del estado Tomás Garrido Canabal, el cual ordenó el cierre de las iglesias y destrucción de las imágenes religiosas en todo el estado. En 1930 la Catedral fue saqueada, quemada y destruida las imágenes religiosas, para ser convertida en "Escuela Racionalista". Finalmente, en 1934 fue demolida. 
Terminada la etapa del Garridismo, el Obispo de Tabasco José de Jesús del Valle y Navarro, inició en 1945 la reconstrucción de la catedral con el nombre de Catedral del Señor de Tabasco, en honor a una imagen llamada así y que el mismo donó, concluyéndose la construcción en 1970. El 11 de mayo de 1990, la catedral fue consagrada y bendecida por S.S. Juan Pablo II en misa solemne, durante su visita a la ciudad de Villahermosa.

## Descripción
Su pequeño interior contrasta con su gran fachada, flanqueada por dos imponentes torres de más de 80 metros de altura, las cuales se pueden ver desde la mayor parte de la ciudad. 

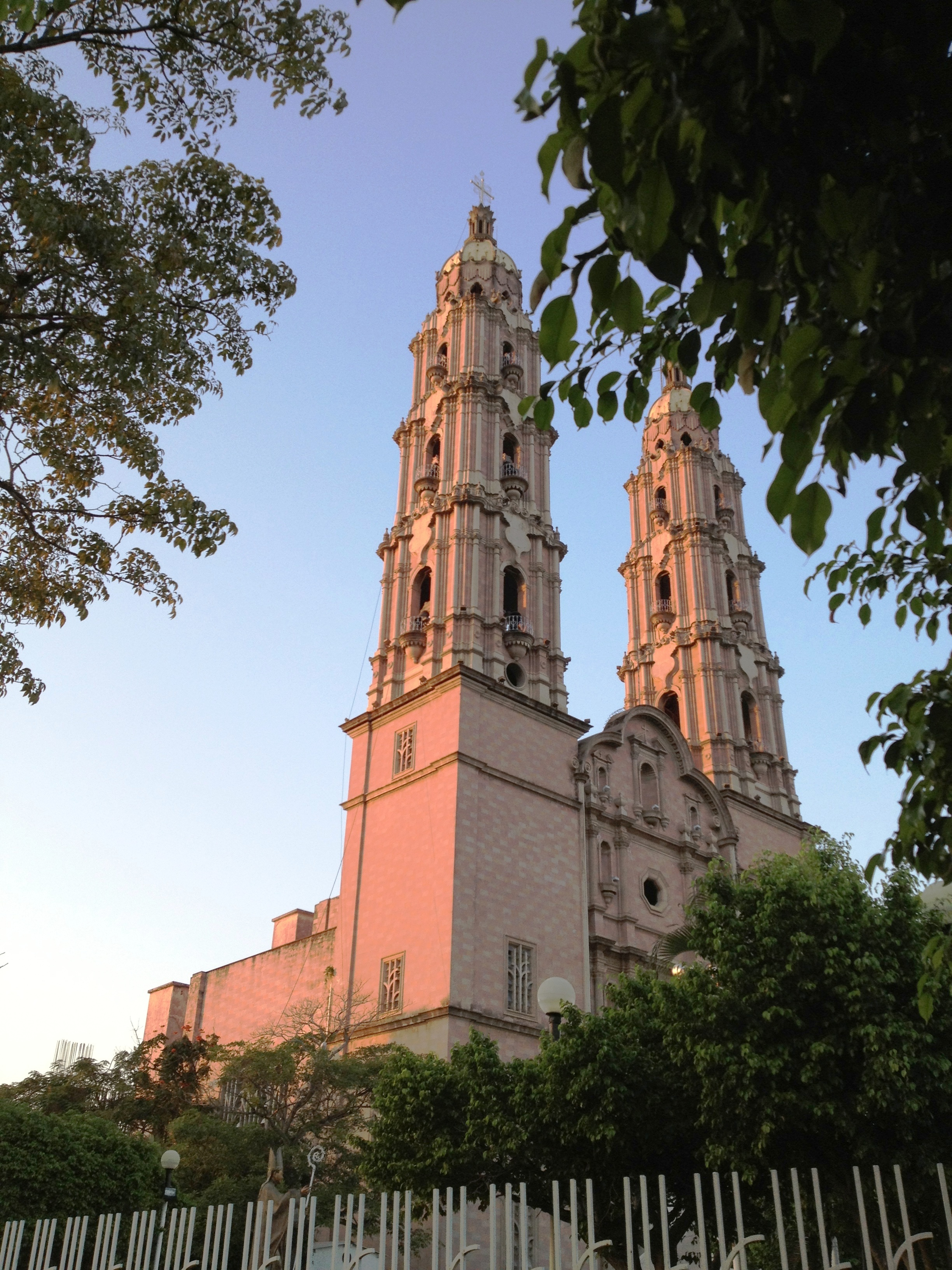
Catedral de Villahermosa

### Fachada
La entrada al recinto de estilo barroco, está decorada con columnas de fueste etriado y hermosos capiteles corintios, frontones y nichos que le dan una sobresaliente belleza. Sus dos altas e imponentes torres, sobresalen entre todas las demás edificaciones de los alrededores y le dan un aire de suntuosidad y elegancia. Su fachada tiene un estilo barroco sobrio con tres cuerpos y un remate a manera de cúpula.

### Interior
El interior es sobrio, aunque presenta algunos retablos barrocos. Consta de tres naves, una central y dos pequeñas a los lados. En la nave derecha (lado izquierdo en la foto) se encuentra la imagen de la "Virgen del Carmen", mientras que en la nave izquierda (lado derecho en la foto) está dedicada al "Sagrado Corazón de Jesús"

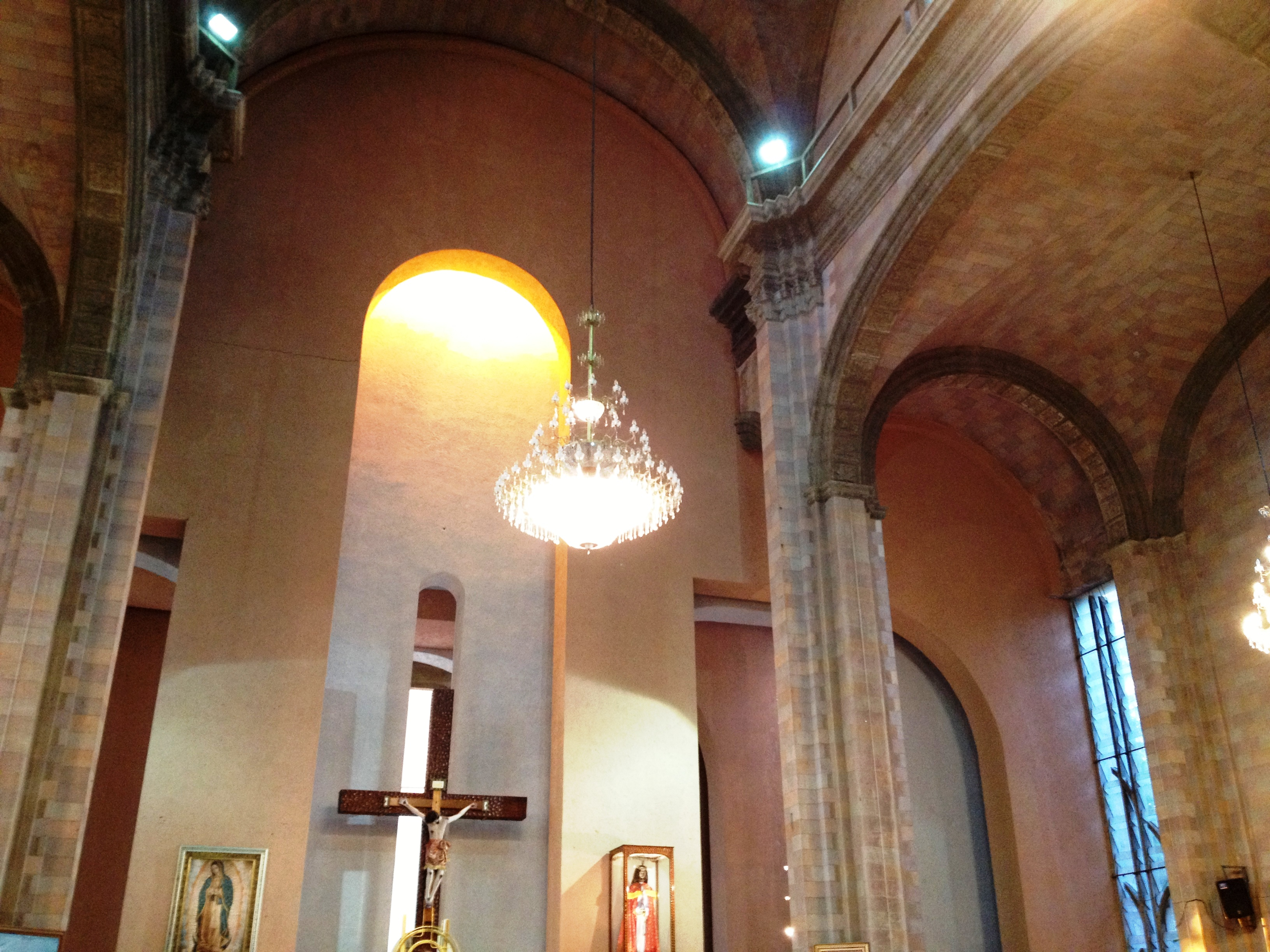
Altar de la Catedral de Villahermosa

En el altar mayor se encuentra una gran cruz de bronce y una imagen de madera tallada de Cristo de pie de tamaño real, conocido como el "Cristo del Tapanco"', donado en 1997 por la familia Bellizzia Rosique; mismo que se utilizó en la misa al aire libre que dió el Papa Juan Pablo II, en su segunda visita a Tabasco.
En el átrio, se localizan las estatuas de SS. el Papa Juan Pablo II y del Sr. José de Jesús del Valle y Navarro, quien fuera Obispo de Tabasco de 1945 a 1966 y quien fuera un gran impulsor de la reconstrucción de la Catedral.

### Datos de interés
- El 11 de mayo de 1990 El sumo pontífice Juan Pablo II (Karol Wojtyła) visitó la entidad para la bendición de la catedral.

- Sus torres de 80 metros de altura convierten a la catedral en la segunda más alta de México después de las torres del Santuario Guadalupano en Zamora de Hidalgo (105 m).

- En 2007 se realizó el proyecto que contemplaría la ampliación y remodelación de la nave central de la catedral con una gran domo de 46 metros de alto, remodelación de la fachada (zona parroquial), además de un centro de servicios a la comunidad y asistencia para los enfermos (zona administrativa), un estacionamiento subterráneo y criptas, el cual ha tenido que ser detenido por las inundaciones que ha sufrido la ciudad. El proyecto sigue en pie en la actualidad.
- Actualmente se han colocado criptas en ambas naves laterales del interior de la iglesia junto a las imágenes de la Virgen del Carmen y el Sagrado Corazón, siendo este último el más reciente.